# Гай Веттий Грат Аттик Сабиниан
Гай Веттий Грат Аттик Сабиниан (лат. Gaius Vettius Gratus Atticus Sabinianus) — римский политический деятель и сенатор середины III века.

## Биография
Аттик происходил из патрицианского рода Веттиев. Его дедом был консул-суффект 175 года Гай Веттий Сабиниан Юлий Хоспет, а отцом Гай Веттий Грат Сабиниан, консул 221 года. Брата Аттика звали Веттий Грат.
Аттик в 228—230 годах был в должности смотрителя улиц Рима и начальником турмы всадников. Потом, около 234 года был назначен квестором, а претором, возможно, был в 239 году. Затем он занимал должность префекта алиментационного фонда и одновременно куратора Фламиниевой дороги в 241 году. В 242 году Аттик находился на посту ординарного консула вместе с Гаем Азинием Лепидом Претекстатом. Предполагается, что Аттик Сабиниан был женат на сестре Претекстата и что у них был сын, который в 280 году занимал должность консула.